# Bundesforschungsanstalt für Fischerei
Die Bundesforschungsanstalt für Fischerei (BFAFi) betrieb im Auftrag des Bundesministeriums für Ernährung, Landwirtschaft und Verbraucherschutz anwendungsbezogene, multidisziplinäre Forschung auf dem Gebiet der Fischerei und den damit verbundenen Wissenschaften.
Die Arbeiten dienten als Entscheidungshilfe für die Fischereipolitik des Bundes, insbesondere bei Verhandlungen in den internationalen Fischereikonventionen und für bilaterale Abkommen sowie in Fragen der Nutzung und des Schutzes antarktischer Tierbestände und des weltweiten Walschutzes. Aufgabe war die Unterstützung der Bundesregierung, die biologischen und genetischen Ressourcen des Meeres und der Binnengewässer in ihrer Vielfalt zu erhalten und die Nutzbarkeit nachhaltig sicherzustellen.
Zum 1. Januar 2008 wurden drei der verbliebenen Institute der Einrichtung (Institut für Seefischerei und Institut für Fischereiökologie in Hamburg, Institut für Ostseefischerei in Rostock) in das Johann Heinrich von Thünen-Institut – Bundesforschungsinstitut für Ländliche Räume, Wald und Fischerei integriert, das vierte (Institut für Fischereitechnik und Fischereiökonomie in Hamburg) aufgelöst.